# Гузня
Гузня (пол. Guźnia) — село в Польщі, у гміні Лович Ловицького повіту Лодзинського воєводства.
Населення — 167 осіб (2011).
У 1975-1998 роках село належало до Скерневицького воєводства.

## Демографія
Демографічна структура станом на 31 березня 2011 року:
|          | Загалом | Допрацездатний вік | Працездатний вік | Постпрацездатний вік |
| -------- | ------- | ------------------ | ---------------- | -------------------- |
| Чоловіки | 85      | 19                 | 52               | 14                   |
| Жінки    | 82      | 12                 | 43               | 27                   |
| Разом    | 167     | 31                 | 95               | 41                   |